# Aseel Omran
Pour les articles homonymes, voir Omran.
Aseel Omran (en arabe : أسيل عمران) est une chanteuse saoudienne née le 12 novembre 1989 à Qatif, en Arabie saoudite. Elle est devenue célèbre dans les pays du Golfe à la suite de sa participation à la compétition musicale « Najm El Khaleej » en 2006. Elle est l'une des rares chanteuses arabes venant d'un pays aussi conservateur que l'Arabie saoudite.

## Biographie
Aseel Omran est la petite sœur de la chroniqueuse saoudienne de MBC, Lujeen Omran. Elle a fait ses débuts en 2006 dans l'émission musicale Najm El Khaleej, une compétition panarabe dans laquelle les participants s'illustrent dans la chanson "khaleeji". Malgré le fait qu'elle n'arrive pas en finale, elle signe avec la grande maison de disque Rotana et sort en 2007 son premier album, intitulé Khajlanah. Aseel devient la première jeune star féminine d'Arabie saoudite (tandis que les chanteuses qui chantent en khaleeji viennent souvent de pays voisins comme le Koweït, les Émirats arabes unis, ou alors d'autre pays comme le Maroc ou le Liban) et devient de plus en plus médiatisée.
Aseel sort son second album en 2009, intitulé Allah Yhanini, toujours sous l'égide de Rotana. En 2010, elle épouse le présentateur bahraini Khaled Essaher (qui coprésente avec sa sœur Lujeen l'émission Sabah El Kheir Ya Arab sur MBC), et elle s'essaye à la téléréalité avec lui dans l'émission Huwa wa Heya, dans lequel elle est suivie 24/24 et 7/7 avec son mari.
Elle sort son troisième album en 2011, intitulé Mo Bessahel, cette fois sous le label Platinum Records.

## Discographie

### Albums studios
- 2007 : Khajlanah
- 2008 : Allah Yhannini
  - Gaweya
  - Tammenni
  - El Mushkela
  - La Tehremeh
  - Allah Yhannini
  - Yaani Kida
  - Anani
  - Aala Yedinek
  - Mawetoni
  - Warak
- 2011 : Mo Bessahel